# Horst Kirsch (Fußballspieler, 1933)
Horst Kirsch (* 24. August 1933 in Apolda; † 9. Juni 2023 ebenda) war ein Thüringer Fußballspieler. Für den SC Motor Jena spielte er in der DDR-Oberliga, der höchsten Spielklasse des DDR-Fußball-Verbandes. In Jena wurde Kirsch DDR-Meister und Pokalsieger.

## Sportliche Laufbahn
Bis 1954 spielte Kirsch bei der Betriebssportgemeinschaft (BSG) Chemie Apolda, zuletzt in der drittklassigen Bezirksliga Erfurt. Im Alter von 20 Jahren wechselte er zu Beginn der Saison 1954/55 zum SC Motor Jena in die zweitklassige DDR-Liga. Dort übernahm er vom ersten Spieltag an die Position des Mittelstürmers, bestritt alle 26 Punktspiele und wurde mit 15 Treffern Torschützenkönig der Jenaer. Ab 1956 galt im DDR-Fußball der Kalenderjahr-Spielplan. Diesmal fehlte Kirsch nur bei einem Punktspiel, seine 16 Tore reichten diesmal nur zu Platz zwei in der Jenaer Torschützen-Hierarchie hinter Helmut Müller, der 28 Treffer erzielte. Trotzdem gehörte Kirsch zu den entscheidenden Spielern, die den Aufstieg in die DDR-Oberliga erkämpften.
In der Eliteliga des DDR-Fußballs hatte Kirsch keinerlei Anpassungsschwierigkeiten. Mit neun Toren holte er sich erneut die Jenaer Torschützenkrone und landete in der Oberligatorschützenliste auf dem 6. Platz. Bis 1962 war er bei den Jenaern der Standard-Mittelstürmer. 1960 gewann er seinen ersten Titel, als er mit dem SC Motor den DDR-Fußballpokal gewann. Im Endspiel besiegten die Jenaer den SC Empor Rostock nach Verlängerung mit 3:2. Kirsch, diesmal ausnahmsweise als Linksaußenstürmer eingesetzt, erzielte in der 110. Minute das Siegtor. Mit dem Pokalgewinn war der SC Motor Jena für den Wettbewerb des Europapokals der Pokalsieger 1961/62 spielberechtigt. Er stieß überraschend bis in das Halbfinale vor und schied dort erst nach zwei Niederlagen (0:1, 0:4) gegen Atlético Madrid aus. Kirsch verpasste noch die beiden Begegnungen der ersten Runde, bestritt danach aber die weiteren sechs Spiele, in denen er vier Tore erzielte.
Wegen der erneuten Umstellung des Spielplans wieder zurück auf den Sommer-Frühjahr-Rhythmus wurde die Saison 1961/62 über 39 Spieltage ausgetragen. Kirsch fehlte nur viermal und gehörte mit elf Punktspieltreffern zum erneut zu den torgefährlichsten Jenaer Spielern. Die Spielzeit 1962/63 brachte für den SC Motor Jena zwar die erste DDR-Meisterschaft, für Horst Kirsch jedoch das jähe Ende seiner Laufbahn als Leistungsfußballer. Nachdem er noch die ersten drei Punktspiele in der Oberliga bestritten hatte, kam er danach nur noch am 8., 14. und 26. Spieltag zum Einsatz. Nach einem erneuten Versuch am ersten Spieltag der Saison 1963/64 wurde Kirschs Oberligakarriere endgültig beendet. Innerhalb von sieben Spielzeiten war er auf 135 Einsätze gekommen und hatte dabei 43 Tore erzielt.
Zwischen 1964 und 1966 spielte Kirsch beim Bezirksligisten BSG Motor Zeiss Jena, mit dem er 1965 die Bezirksmeisterschaft gewann. 1966 wurde die BSG Motor in den neu gegründeten FC Carl Zeiss Jena eingegliedert und spielte danach als FC Carl Zeiss II weiter. Mit dieser Mannschaft schaffte Kirsch 1967 den Aufstieg in die DDR-Liga. 1968 beendete er endgültig seine Laufbahn als Fußballspieler.
Kirsch verstarb am 9. Juni 2023 in seiner Heimatstadt Apolda.